# Миодраг Радовић (професор)
Миодраг Радовић (професор) (Камењача, 1945 – Нови Сад, 2018) био је компаратиста, професор књижевности, преводилац са француског, немачког и енглеског језика. Реализатор је идеје о оснивању Катедре за компаративну књижевност на Филозофском факултету у Новом Саду.

## Биографија
Миодраг Радовић рођен је 1945. године у Камењачи. Осмогодишњу школу завршио је у Трстенику, а гимназију у Крушевцу. На Филолошком факултету у Београду дипломирао је Општу књижевност са теоријом 1968. Магистрирао је са темом „Функција снова у роману Злочин и казна Ф. М. Достојевскога” (1976), а докторирао на теми „Поетика Лазе Костића и њени извори у западноевропским књижевностима” (1980) на београдском Универзитету.
Као стипендиста француске владе завршио је постдипломске студије у Европском универзитетском центру у Нансију (1969–1970). Био је стипендиста Хумболтове фондације у два маха: у Минхену и на Универзитету Хајделберг у Немачкој.
Као библиотекар радио је у Библиотеци Матице српске (1970–1972).
У својству лектора, предавача и професора био је наставник на универзитетима у Лиону, Рену, Бања Луци, Никшићу, Новом Саду и Франкфурту на Мајни (Гете Универзитет). Реализатор је идеје о оснивању Катедре за компаративну књижевност на Филозофском факултету у Новом Саду.
Његова књига Пчелојављење, која разматра симболику пчеле у књижевности, објављена је 2017.године, а афинитете за свет пчела, њихову магију и њихове тајне понео је из породице у којој је пчеларио на традиционални начин деда Станислав Радовић.
Преминуо је 26. јула 2018. у Новом Саду, на својој тераси, окружен цвећем, лимуном који је гајио и пчелама радилицама.

## Серије и фестивали:
Миодраг Радовић је аутор серије Великани науке у лимбу заборава, циклуса предавања из 2015. године који је, у оквиру обележавања 25 година постојања, Фондација Лаза Костић покренула са Коларчевом задужбином. Са циљем чувања континуитета научне традиције у Србији, циклус обрађује стваралаштво Зорана Константиновића, Мирона Флашара, Анице Савић-Ребац, Војислава Ђурића, Мирослава Пантића, Новице Петковића и Миодрага Ибровца. 
Костић Лази на звезданој стази (Јулијани др-а Лазе Костића, рођеној Паланачки) је фестивал настао у Сомбору 2017. године из сарадње црквене општине Сомбор, Народног позоришта Сомбор и Српске читаонице Лаза Костић.
Поводом 50 година Музеја пчеларства у Сремским Карловцима, креирана је серија концерата, изложби, предавања, разговора и различитих програма под називом Звездани укрштај Ј. Живановић - Л. Костић. Серија је у Музеју пчеларства најављена промоцијом књиге Пчелојављење проф. др Миодрага Радовића на Света Три Јерарха, 12.фебруара, дан рођења два пријатеља.
Почаст Костић Лази на звезданој стази је у мају 2017. године одржана у сарадњи Народне библиотеке „Јефимија“, Народног универзитета Трстеник и Гимназије „Вук Стефановић Караџић“.

## Дела
Др Миодраг Радовић је аутор више научних студија, приређивач зборника и антологија и преводилац са француског, немачког и енглеског језика.
- Поетика снова Достојевскога (1978) COBISS.SR[мртва веза]
- Лаза Костић и светска књижевност (1983) COBISS.SR[мртва веза]
- Уметност тумачења поезије (зборник), (са Д. Недељковићем) COBISS.RS[мртва веза]
- Књижевна аксиологија (1987) COBISS.RS[мртва веза]
- Поетика дара и даривања у југословенским књижевностима (зборник, 1992) COBISS.RS[мртва веза]
- Ословљени свет или чаробна реч Рашка Димитријевића (1998) за коју је добио Награду Светозар Милетић  COBISS.RS[мртва веза]
- Лијепо ли ова књига чита (2001) COBISS.RS[мртва веза]
- Пчела и мед у цветнику светске и српске поезије (у сарадњи са Н. Страјнићем, 2002) COBISS.RS[мртва веза]
- Књижевна реторика данас (зборник, 2008) COBISS.RS[мртва веза]
- Д. И. Голдстејн, Достојевски и Јевреји (превод, 2010) COBISS.RS[мртва веза]
- Прегледни речник компаратистичке терминологије у књижевности и култури (с Б.Стојановић Пантовић и В. Гвозденом, 2011) COBISS.RS[мртва веза]
- Компаративни квартет (2014) COBISS.RS[мртва веза]
- Пчелојављење (2017) COBISS.RS[мртва веза] spos.info

## Извори:
- Радовић, Миодраг (2017). Пчелојављење
- Радовић, Миодраг (2014). Компаративни квартет